# 有田正広
有田 正広（ありた まさひろ、1949年7月22日 - ） は、日本の音楽家、フルート（フラウト・トラヴェルソ）奏者、指揮者、音楽教育者。
バロック時代のフルート曲を中心に幅広いレパートリーを持ち、ルネサンスから近代までのフルートを、曲目によって使い分ける。録音媒体への収録も多く、解説文の多くは自身の執筆による。桐朋学園大学特任教授、昭和音楽大学客員教授、昭和音楽大学ピリオド楽器研究所所長。妻の有田千代子はチェンバロ奏者。

## 経歴
1949年東京に生まれる。ヴァイオリニストの叔父の影響で音楽に親しみ、小学性の時にビゼーのフルート曲を聴いてフルートの魅力に目覚める、13歳からフルート奏者の林リリ子に師事する。桐朋学園大学に入学し、大学時代にフランス・ブリュッヘンのリコーダー演奏を聴いて留学を志す。1972年、桐朋学園大学を首席で卒業。同年、第40回NHK・毎日音楽コンクール(現・日本音楽コンクール)の管弦楽（フルート）部門で第1位と特賞を獲得（コンクールの記録では名称が「有田正宏」となっている）。
1973年、ベルギーのブリュッセル王立音楽院に留学、ヴィーラント・クイケンに室内楽を師事し、ヴィーラントの弟バルトルト・クイケンにトラヴェルソを習う。1974年からはコレギウム・アウレウムのメンバーとして、ヨーロッパ、日本などで活動。1975年、ブリュッセル王立音楽院をプルミエ・プリで卒業。同年、ブルージュ国際音楽コンクールのフラウト・トラヴェルソ部門で第1位（2位・3位なし）獲得。1977年、オランダのハーグ王立音楽院に入学、半年で最高栄誉賞つきソリスト・ディプロマを得て、卒業。帰国後フランス・ブリュッヘン指揮「18世紀オーケストラ」、クイケン兄弟、トレヴァー・ピノック指揮「イングリッシュ・コンサート」、レイチェル・ポッジャーなど、内外の名手たちと共演を行う。
1978年、桐朋学園大学に新設される古楽科の講師に招聘され、1979年に古楽科講師に就任。同時期に古楽科講師に就任するために帰国した花岡和生、本間正史、有田千代子に、ヴィオラ・ダ・ガンバ奏者の中野哲也を加え、オトテール・アンサンブルを結成、1979年に『18世紀フランスの室内楽』でドイツ・グラモフォンの古楽レーベル、アルヒーフからレコードデビューし、芸術祭優秀賞（レコード部門、昭和54年）を獲得する。
1981年、ブリュッヘン指揮の『18世紀オーケストラ』の第1回ヨーロッパ公演でソリストを務め、翌1982年にヴェネツィアで開催されたコレッリ＝ヴィヴァルディ・フェスティバルでも「18世紀オーケストラのソリストたち」として演奏を行う。同年、オトテール・アンサンブルにバロック・ヴァイオリンの高田あずみが加わった。
1985年、来日したトレヴァー・ピノック指揮の『イングリッシュ・コンサート』の日本公演でソリストを務め、同年発売のレコード、『ドイツ・バロックのフルート音楽』が芸術祭作品賞とレコード・アカデミー賞（音楽史部門・特別部門／日本人演奏家）を獲得する。
その後1987年に、1989年発売の『ヘンデル、木管楽器のためのソナタ全集』を最後にグラモフォンとの契約が解除されることがドイツから通達され、元ポリドールのレコーディング・ディレクターで、アルヒーフでの録音にも携わった音楽評論家、佐々木節夫の尽力で日本コロムビアから古楽レーベル「デンオン・アリアーレ」 (DENON Aliare) が立ち上がり、1989年の『バッハ、フルート・ソナタ全集』で同レーベルのスタートを切る。有田は親交のあるバロック音楽愛好家の陶芸家、中里隆の知人の実業家による資金援助を受けて。1988年に39人の仲間と古楽オーケストラ、東京バッハ・モーツァルト・オーケストラを結成し、1989年4月に同オーケストラの結成コンサートを行う。東京バッハ・モーツァルト・オーケストラの公演とアリアーレのデビュー作が高く評価され、第21回サントリー音楽賞を授与される。
1990年、1988年に東京バッハ・モーツアルト・オーケストラの支援団体として中里隆を代表として結成された「18世紀音楽祭協会」運営の「おぐに古楽音楽祭」の音楽監督に就任、1999年に「福岡古楽音楽祭」に発展した後も2013年の最終公演まで務める。
2006年、東京芸術劇場で東京バッハ・モーツァルト・オーケストラによるモーツァルト没後250年記念コンサートを行い、モーツァルトのフルートと管弦楽のための楽曲の全曲演奏と録音を行って高い評価を得、以後同劇場で定期公演を行うようになる。
2007年、昭和音楽大学に設立されたピリオド楽器研究所の所長に就任する。
2009年3月、東京バッハ・モーツアルト・オーケストラの最終公演を行い、同年4月にロマン派をレパートリーとする日本初のピリオド楽器によるオーケストラ、クラシカル・プレイヤーズ東京（CPT）に発展させ、同年6月のメンデルスゾーンのヴァイオリン協奏曲（ヴァイオリン:堀米ゆず子）の日本初のピリオド楽器による公演でCPTのスタートを切る。2017年10月13日の解散公演をもってCPTの活動を終了。
2018年、第30回ミュージック・ペンクラブ音楽賞（特別賞）を受賞。
2021年11月、第8回JASRAC音楽文化賞を受賞。

## 著作
- 『木管楽器演奏の新理論 : 奏法の歴史に学び、表現力を上げる』著:佐伯茂樹 演奏指導:有田正広（ヤマハミュージックメディア、2011年）
- 『La follia, op. 5 no. 12 ラ・フォリア』コレッリ:作曲、有田正広:編 （ゼンオンリコーダーピース R-145）（全音楽譜出版社、1977）
- 『6つのフルート・ソナタ : ヴァイオリン・ソナタからの18世紀編曲版』コレッリ:作曲、有田正広:編（全音楽譜出版社、1978）
- 『Suites 1 (op. 4) and 2 (op. 6) for two flutes or other melody instruments without bass = 2本のフルート (種々の旋律楽器) のための組曲第1番 (作品4)・第2番 (作品6)』オトテール"ル・ロマン":作曲、有田正広:編・註解（全音楽譜出版社、1980）
- 『ラ・フォリア: コレッリ&マレ FLUTE REPERTOIRE』 編集:有田正広 通奏低音実施:有田千代子（音楽之友社、2017年）ISBN 4276921988
- 『テレマン 無伴奏フルートのための12のファンタジー TWV40:2-13[原典版]』校訂:有田正広（音楽之友社、2018）ISBN 4276922208
- 『現代日本の音楽　有田正広　羽高　フルートのための』有田正広:作曲（音楽之友社、2021）ISBN 4276922623
- 『Ｊ.Ｓ.バッハ　無伴奏フルートのためのパルティータ　イ短調　ＢＷＶ1013　＆　Ｃ.Ｐ.Ｅ.バッハ　無伴奏フルートのためのソナタ　イ短調　Wq.132／H562［原典版］』校訂:有田正広（音楽之友社、2021）ISBN 4276922607
- 『無伴奏フルート名曲集　２』有田正広:編（音楽之友社、2021）ISBN 4276922615
- 『フュルステナウ (Anton Bernhard Fürstenau)  音の花束 ヴィルトゥオジティのための24のエチュード Op.125[原典版]』フュルステナウ 作曲、有田正広:監修（音楽之友社、2022）ISBN 9784276606388

## ディスコグラフィー
- 『18世紀フランスの室内楽』オトテール・アンサンブル、1978年録音、アルヒーフ（ポリドール、1979年）
- 『ドイツ・バロックのフルート音楽』鈴木秀美（チェロ）、有田千代子（チェンバロ）、1984年録音、アルヒーフ（ポリドール、1985年）
- 『テレマン、室内楽名曲集』花岡和生（リコーダー）、本間正史（オーボエ）、、有田千代子（チェンバロ）、堂阪清高（ファゴット）、1986年録音、アルヒーフ（ポリドール、1986年）
- 『ヘンデル、木管楽器のためのソナタ全集』花岡和生（リコーダー）、本間正史（オーボエ）、有田千代子（チェンバロ）、鈴木秀美（チェロ）、堂阪清高（ファゴット）、1988年録音、アルヒーフ（ポリドール、1989年）
- 『バッハ、フルート・ソナタ全集』 有田千代子(チェンバロ) 、鈴木秀美(バロック・チェロ)、1989年録音、デンオン・アリアーレ（日本コロムビア、1989年）
- 『モーツァルト、フルート四重奏曲全集』 ボッケリ－ニ・クアルテット、1989年録音、デンオン・アリアーレ（日本コロムビア、1990年）
- 『テレマン、無伴奏フルートのための12のファンタジー』1989年録音、デンオン・アリアーレ（日本コロムビア、1990年）
- 『ヴィヴァルディ、フルート協奏曲集（原曲版）』 東京バッハ・モーツァルト・アンサンブル、1990年録音、デンオン・アリアーレ（日本コロムビア、1991年）
- 『ヴィヴァルディ、木管楽器のための協奏曲集』本間正史（オーボエ）堂阪清高（バスーン）若松夏美（ヴァイオリン、リーダー）、東京バッハ・モーツァルト・アンサンブル、1991年録音、デンオン・アリアーレ（日本コロムビア、1992年）
- 『ラモ、コンセールによるクラヴサン曲集』有田千代子（チェンバロ）、若松夏美（ヴァイオリン）、ヴィーラント・クイケン（ヴィオラ・ダ・ガンバ）1991年録音、デンオン・アリアーレ（日本コロムビア、1992年）
- 『ブラヴェ、フルート・ソナタ集』有田千代子（チェンバロ）、ヴィーラント・クイケン（ヴィオラ・ダ・ガンバ）1991年録音、デンオン・アリアーレ（日本コロムビア、1992年）
- 『18世紀ドイツ〈新世代〉のフルート音楽』有田千代子（チェンバロ）、中野哲也（ヴィオラ・ダ・ガンバ）1992年録音、デンオン・アリアーレ（日本コロムビア、1993年）
- 『テレマン、パリ四重協奏曲』寺神戸亮（バロック・ヴァイオリン）、上村かおり（ヴィオラ・ダ・ガンバ）、クリストフ・ルセ（チェンバロ）1992年録音、デンオン・アリアーレ（日本コロムビア、1993年）＊第41回芸術祭優秀賞（レコード部門）
- 『偉大なる世紀のフルート音楽』平尾雅子（ヴィオラ・ダ・ガンバ）、今村泰典（リュート）、有田千代子（チェンバロ）、中野哲也（ヴィオラ・ダ・ガンバ）1993年録音、デンオン・アリアーレ（日本コロムビア、1994年）
- 『バッハ、音楽の捧げもの』寺神戸亮（ヴァイオリン）、若松夏美（ヴァイオリン）、鈴木秀美(チェロ)、有田千代子（チェンバロ）、1993年録音、デンオン・アリアーレ（日本コロムビア、1994年）
- 『テレマン、様々な楽器のための協奏曲集』アンドルー・マンゼ（ヴァイオリン、リーダー）、ラ・ストラヴァガンツァ・ケルン、1994年録音、デンオン・アリアーレ（日本コロムビア、1995年）
- 『バッハ、管弦楽組曲全集』アンドルー・マンゼ、ラ・ストラヴァガンツァ・ケルン、1994年録音、デンオン・アリアーレ（日本コロムビア、1995年）
- 『テレマン、6つの四重協奏曲（1730年ハンブルク版）』寺神戸亮（バロック・ヴァイオリン）、上村かおり（ヴィオラ・ダ・ガンバ）、クリストフ・ルセ（チェンバロ）1995年録音、デンオン・アリアーレ（日本コロムビア、1996年）
- 『イタリア・バロックのフルート音楽』有田千代子（チェンバロ）、中野哲也（ヴィオラ・ダ・ガンバ）1996年録音、デンオン・アリアーレ（日本コロムビア、1997年）
- 『グラン・グスト ー 有田正広の世界』デンオン・アリアーレ（日本コロムビア、1997年）＊過去作品の再録によるアンソロジー曲集
- 『パンの笛 － フルート、その音楽と楽器の400年の旅』有田千代子（チェンバロ／フォルテピアノ／ピアノ）、平尾雅子（ヴィオラ・ダ・ガンバ）、1998年録音、デンオン・アリアーレ（日本コロムビア、1999年）＊第54回芸術祭優秀賞（レコード部門）
- 『ヘンデル、フルートのための作品全集』有田千代子（チェンバロ）、中野哲哉（ヴィオラ・ダ・ガンバ）、寺神戸亮（ヴァイオリン）、諸岡範澄（チェロ)、菅きよみ（トラヴェルソ）、1998年録音、デンオン・アリアーレ（日本コロムビア、1999年）
- 『トランス・センチュリー、世紀を超えるフルート』有田千代子（ピアノ／ハープシコード）2003年録音、エイベックス・クラシックス（エイベックス・エンタテインメント、2004年）
- 『モーツァルト、フルートと管弦楽のための作品集』長澤真澄（ハープ）、東京バッハ・モーツァルト・オーケストラ、2006年録音、デンオン・アリアーレ（日本コロムビア、2006年）
- 『浜松市楽器博物館コレクションシリーズ17:フリードリヒ大王の宮廷音楽－2つの「クヴァンツ・フルート」によるバロック・フルートの魅力』有田千代子（チェンバロ）、木下恵子（フルート）、2008年録音、ALM Record（コジマ録音、2009年）
- 『J.S.バッハ:フルート・ソナタ集(モダン・フルートによる)』有田千代子 （チェンバロ）、DENONAliare（日本コロムビア、2009年）
- 『ショパン、ピアノ協奏曲第1番・第2番』仲道郁代（ピアノ）、クラシカル・プレイヤーズ東京、2010年録音、デンオン・アリアーレ（日本コロムビア、2011年）
- 『浜松市楽器博物館コレクションシリーズ32:バロック時代のフルート協奏曲　～バッハ、ブラヴェ、テレマン、クヴァンツ～』宇治川朝政(リコーダー)、戸田薫(バロック・ヴァイオリン)、パウル・エレラ(バロック・ヴァイオリン)、成田寛(バロック・ヴィオラ)、武澤秀平(バロック・チェロ)、諸岡典経(ヴィオローネ)、有田千代子(チェンバロ)、2010年録音、ALM Record（コジマ録音、2011年）
- 『浜松市楽器博物館コレクションシリーズ47:C.P.E.バッハ、フルート・ソナタ集－クヴァンツ・フルートによる』有田千代子（チェンバロ）、2012年録音、ALM Record（コジマ録音、2013年）
- 『テレマン: 無伴奏フルートのための12のファンタジー』(古楽器演奏&現代楽器演奏)（ALTUS、2019年）
- 『Ｊ.Ｓ.バッハ：４つのフルート・ソナタ』曽根麻弥子（チェンバロ）、2019年録音、altus（キングインターナショナル、2020年）
- 『有田正広の軌跡 第1集〜第3集』（ALTUS、2020年）
- 『無伴奏フルートの世界 ー パンの笛、400年の旅』2020年録音（日本コロムビア、2021年）
- 『フルート音楽で巡る18世紀、パリの風景』（日本コロムビア、2022年）